# Szohodol (Hunyad megye)
Szohodol románul: Sohodol, falu Romániában, Erdélyben, Hunyad megyében.

## Fekvése
Vajdahunyadtól nyugatra, Nagyrunk és Vádudobri közt fekvő település.

## Története
Szohodol nevét 1482-ben p. Hohodol néven említette először oklevél.
Későbbi névváltozatai: 1506-ban v. Zohodor, 1510-ben v. Zohodol, 1733-ban  és 1750-ben Szohodol, 1808-ban Szohodol, Szuhodel, 1913-ban Szohodol.
1515-ben p. Szohodol Humuadvár tartozéka; nemes kenéz Nadabori birtoka volt.
A trianoni békeszerződés előtt Hunyad vármegye Vajdahunyadi járásához tartozott.
1910-ben 284 görögkeleti ortodox román lakosa volt.

## Források

Szohodol egy régi térképen